# NGC 3132
NGC 3132 (Caldwell 74) est une nébuleuse planétaire située dans la constellation des Voiles. Surnommée nébuleuse aux huit éclats (par erreur de traduction de l'anglais « Eight-Burst », signifiant « explosion en huit »), ou nébuleuse de l’anneau austral, elle a été découverte par l'astronome britannique John Herschel en 1835.

## Observation
Avec une magnitude visuelle apparente de 9,2, on peut l'observer avec des jumelles dont l'ouverture est de 60 à 70 mm ou avec un petit télescope.

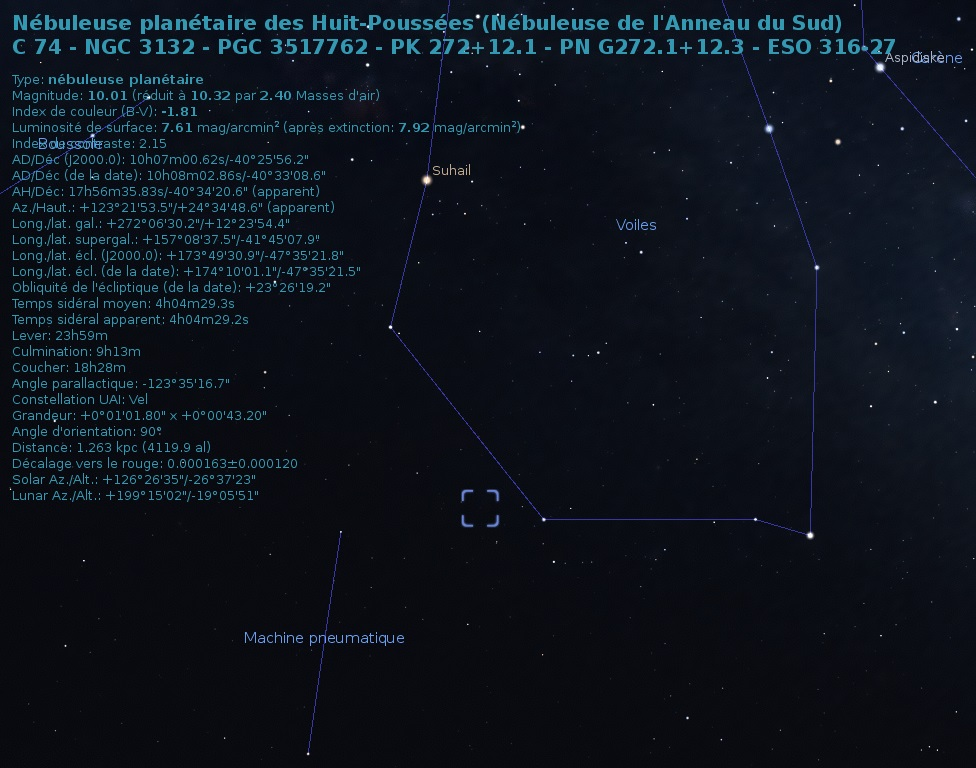
Localisation de NGC 3132 dans la constellation des Voiles. (Stellarium)

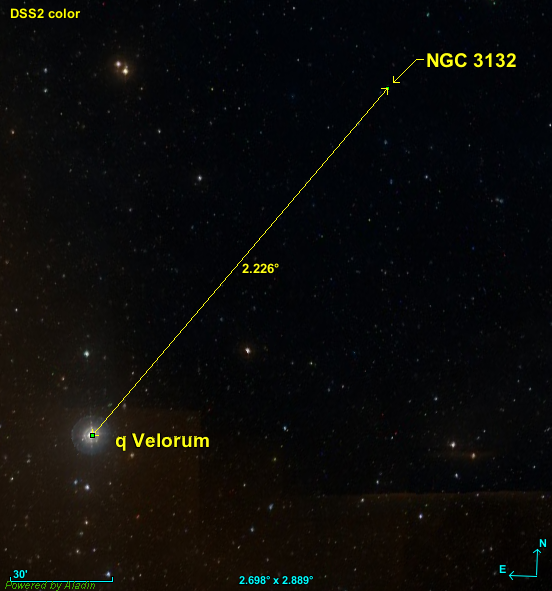
Position de NGC 3132 par rapport à une étoile

La nébuleuse NGC 3132 est située à environ 2,2 degrés au nord-ouest de l'étoiles q Velorum.

## Caractéristiques

### Distance, taille et vitesse
Le logiciel en ligne Aladin Lite permet de consulter les données astronomiques de plusieurs catalogues, dont le « GAIA EARLY DATA RELEASE 3 (GAIA EDR3) ». La parallaxe de NGC 3132 est égale à 1,319 8 ± 0,034 4 mas,, ce qui correspond à une distance de 758 ± 20 pc.

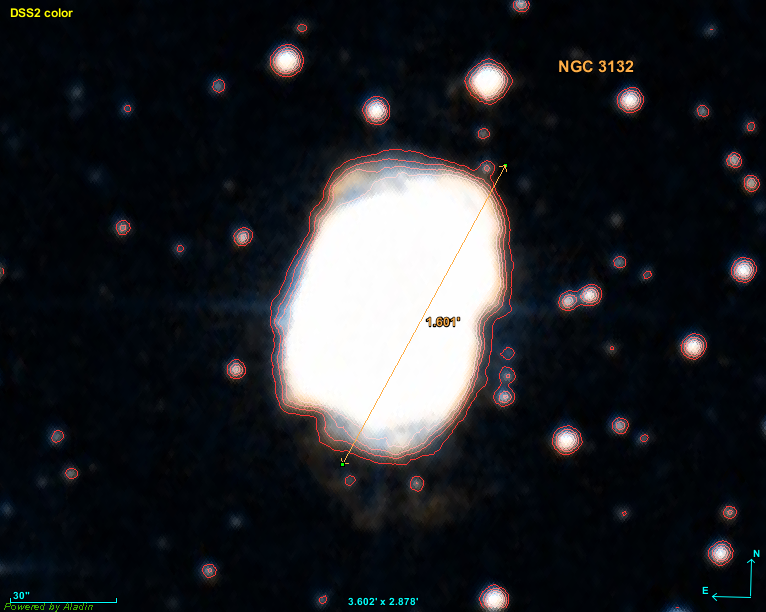
NGC 3132 dans sa plus grande dimension mesure environ 1,60′.

Le site Hubble Heritage Project indique une dimension de 0,4 année-lumière et une taille verticale de 1,2′. En regardant l'image réalisée avec les données du relevé DSS, on constate que sa plus grande dimension est d'environ 1,6′. Cependant selon les auteurs d'un article publié en 2020, NGC 3132 est encore plus vaste, car sa plus grande dimension dépasse 2′. Ses dimensions seraient de 63" × 123′. À une distance de 758 ± 20 pc, cela correspond à une taille réelle de 0,76 ± 0,02 al × 1,47 ± 0,04 al.
Les bases de données NASA/IPAC et Simbad indiquent une vitesse radiale de NGC 3132 de 49 ± 36 km/s, valeur qui provient d'un article publié en 2000.

## Morphologie

### Structure interne
Les données recueillies par le spectrographe MUSE installé sur le Très Grand Télescope (VLT) de l'Observatoire européen austral (ESO) ont été utilisées pour déterminer la structure de NGC 3132. Les émissions de l’azote à une longueur d’onde de 658,4 nm ont permis de réaliser une image des principales structures de la nébuleuse. Cette image montre plusieurs formations elliptiques concentriques, mais aussi deux voies de brillance de surface élevée de part et d’autre de l’une de ces formations. Il existe deux structures en forme d'arc de faible luminosité vers les extrémités nord et sud de la nébuleuse, avec une extinction élevée, une abondance élevée d'hélium et de fortes raies d'émission à faible ionisation. Ils coïncident spatialement avec une émission infrarouge moyenne à faible luminosité de surface. Les caractéristiques de celles-ci suggèrent qu'elles pourraient provenir des jets de précession provoqués par le système stellaire binaire.

### Système binaire d'étoiles
Les deux étoiles au centre de NGC 3132 forment un système binaire d'étoiles, dont le membre le moins lumineux est la naine blanche qui a donné naissance à cette nébuleuse. L'autre étoile de type A3V se trouve dans les derniers stades de son évolution et elle pourrait aussi donner naissance à sa propre nébuleuse. La naine blanche est de type A0, sa luminosité avoisine les 155 {\displaystyle L_{\odot }} (log (L/{\displaystyle L_{\odot }}) 2,19) et sa température est de 100 000 K.
Les observations les plus récentes (2022) indiquent qu'au moins 4 étoiles sont à l'origine de cette structure.

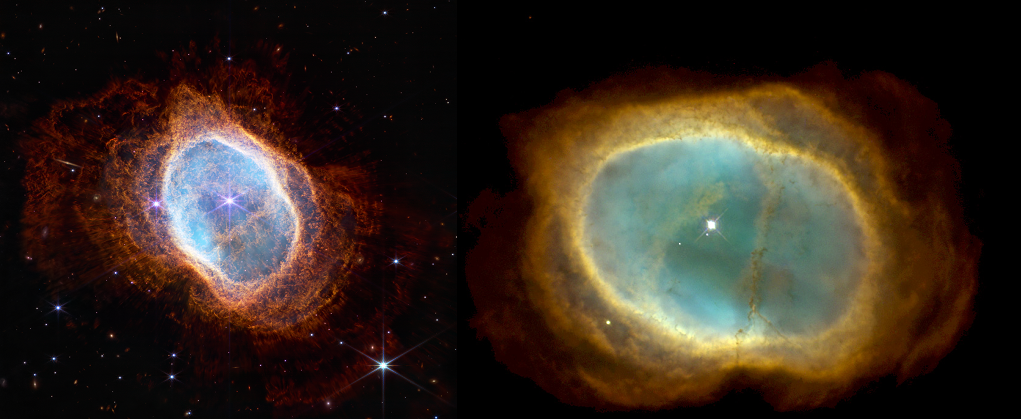
NGC 3132 par les télescopes spatiaux James Webb et Hubble.

NGC 3132 a été l'un des cinq éléments présentés dans la première publication scientifique du télescope spatial James-Webb au cours de la première conférence de presse de la NASA le 12 juillet 2022, sous deux aspects, dans l’infrarouge proche avec Nircam et dans l'infrarouge moyen avec MIRI, qui met en évidence la binaire centrale.

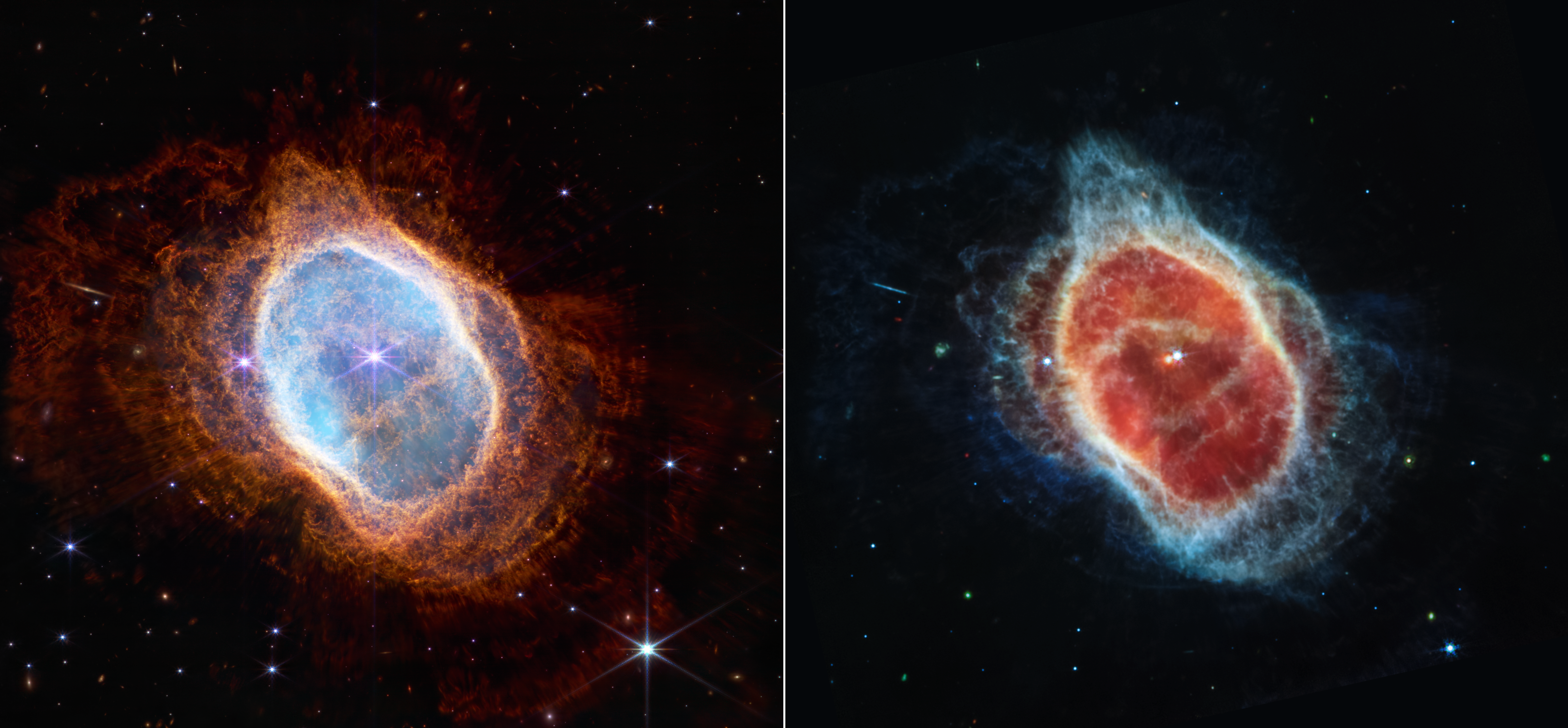
NGC 3132 en Infrarouge proche (NirCAM) et moyen (MIRI)